# بیلی بیرل
 بیلی بیرل  (به انگلیسی: Billy Birrell) (زاده مارس ۱۸۹۷ - درگذشته نوامبر ۱۹۶۸) بازیکن و مربی سابق فوتبال اهل اسکاتلند است. وی سابقه عضویت در باشگاه میدلزبورو و مربی‌گری در تیم چلسی را دارد.
وی از ۱ مه ۱۹۳۹ الی ۳۱ مه ۱۹۵۲ مربی چلسی بود.

## نتایج
او چلسی را در ۲۹۰ بازی هدایت کرد. از این تعداد بازی ۹۶ برد، ۷۵ مساوی و ۱۱۹ باخت نصیب تیم چلسی گردید.